# Saint-Victor-Rouzaud
Saint-Victor-Rouzaud är en kommun i departementet Ariège i regionen Occitanien i södra Frankrike. Kommunen ligger  i kantonen Pamiers-Ouest som ligger i arrondissementet Pamiers. År 2022 hade Saint-Victor-Rouzaud 215 invånare.

## Befolkningsutveckling
Antalet invånare i kommunen Saint-Victor-Rouzaud
Referens: INSEE